# Schizoporella floridana
Schizoporella floridana är en mossdjursart som beskrevs av Osburn 1914. Schizoporella floridana ingår i släktet Schizoporella och familjen Schizoporellidae.
Artens utbredningsområde är Mexikanska golfen. Inga underarter finns listade i Catalogue of Life.